# Ans Schut
Johanna "Ans" Schut (ur. 26 listopada 1944 w Apeldoorn) – holenderska łyżwiarka szybka, mistrzyni olimpijska i dwukrotna medalistka mistrzostw świata.

## Kariera
Największy sukces w karierze Ans Schut osiągnęła w 1968 roku, kiedy zwyciężyła w biegu na 3000 m podczas igrzysk olimpijskich w Grenoble. W zawodach tych wyprzedziła bezpośrednio Finkę Kaiję Mustonen oraz swą rodaczkę Stien Kaiser. Na tych samych igrzyskach zajęła dwunaste miejsce na dwukrotnie krótszym dystansie. Były to jej jedyne występy olimpijskie. W 1968 roku zdobyła też srebrny medal na wielobojowych mistrzostwach świata w Helsinkach, rozdzielając na podium Stien Kaiser i kolejną Holenderkę, Carry Geijssen. W tej samej konkurencji zdobyła ponadto brązowy medal na rozgrywanych rok później mistrzostwach świata w Grenoble. Przegrała tam tylko z Lāsmą Kauniste z ZSRR i Stien Kaiser. Ostatni medal wywalczyła podczas mistrzostw Europy w Heerenveen w 1970 roku, gdzie była trzecia za Niną Statkiewicz z ZSRR i Stien Kaiser. Schut nigdy nie była mistrzynią Holandii w wieloboju, zdobywając srebro w 1969 roku i stając na najniższym stopniu podium w latach 1965, 1967 i 1968.
Ustanowiła pięć rekordów świata.

### Mistrzostwa świata
- Mistrzostwa świata w wieloboju
  - srebro – 1968
  - brąz – 1969